# William Herberg
William „Will“ Herberg (30. června 1901, Ljachavičy – 26. března 1977, Morristown) byl americký spisovatel, publicista, filozof a sociolog židovského původu narozený v Bělorusku (tehdy Ruská říše). Proslul především svými pracemi z oblasti sociologie náboženství.
Začínal jako komunistický aktivista, časem se však stal výrazným představitelem politického konzervatismu a také judaistické teologie. V 50. letech patřil do okruhu autorů konzervativního čtrnáctideníku National Review. Spoluzakládal rovněž čtvrtletník Judaism. Učil na Drew University v New Jersey.
Jeho nejvýznamnější prací je kniha Protestant, Catholic, Jew: An Essay in American Religious Sociology z roku 1955. Zkoumal v ní americkou náboženskost, a to jak ji formovala imigrace. Popsal též, jak specifické americké náboženské cítění vytvořilo moderní nacionalistický étos („americký způsob života“). Jeho druhou nejvýznamnější prací byla kniha Judaism and Modern Man, v níž zavedl pojem „kultura uříznuté květiny“ (cut flower culture), který by šlo přeložit také jako „kultura přeťatých kořenů“. Podle Herberga se moderní americká společnost (a moderní společnost obecně) odtrhla od svých žido-křesťanských kořenů, ale bez vyživující mízy z nich nemůže dlouhodobě přežít, „pouhá humanistická etika“ je podle Herberga jako „řezaná květina“, chvilku si zachovává vitalitu a krásu, ale nakonec bez kořenů víry rychle uvadne. Kritizoval často liberální newyorské intelektuály (často sekulární Židy) a brojil proti antikatolicismu – byl znám svou tezí, že „antikatolicismus je antisemitismem sekulárních Židů“.
V 60. letech vystupoval proti afroamerickému hnutí za občanská práva a kontrakultuře, tvrdil, že jejich radikalismus může americkou společnost zničit.